# Мабиноги о Мату
Мабиноги о Мату (вел. Math fab Mathonwy, „Мат, син Матонвија”) је легендарна прича из средњовековне велшке књижевности и четврта од Четири гране Мабиногија. Прича говори о жестоком рату између севера и југа, о рођењу Леи Лау Гифеса и Дилана аил Дона, о заклињањима Арианрод, као и о стварању Блодејвед, жене направљене од цвећа. Главни ликови приче су Мат, краљ Гвинеда, његов сестрић Гвидион — маг, ратник и преварант — и Гвидионов сестрић Леи, кога је мајка Арианрод проклела.
Заједно са осталим гранама, ова прича се може пронаћи у средњовековним рукописима Црвена књига Хергеста и Бела књига Ридерха. Алузије на причу се могу наћи и у две старе тријаде сачувана у Велшким тријадама.

## Синопсис

### Рат са југом
Гилваитви, сестрић Мата, краља Гвинеда, заљубљује се у ујакову девицу-слушкињу, Гоевин, која је држала краљева стопала крилу, што је обавеза коју је Мат, због своје магијске природе, захтевао. Његов брат Гвидион кује план да изазове рат између севера и југа како би браћа добила прилику да силују Гоевин док је Мат заузет. У ту сврху, Гвидион користи своје магијске моћи да украде натприродне свиње од Придерија, краља Диведа, који као одмазду покреће војску на Гвинед. Док је Мат одсутан, Гвидион и Гилваитви нападају и силују Гоевин.
Придери и његови људи марширају на север и бију битку између Маенор Бенарда и Маенор Коед Алуна, али су присиљени на повлачење. Прогнани су до Нант Кала, где још више њихових људи бива побијено, а затим до Дол Бенмаена, где Придери трпи и трећи пораз. Да би се избегло даље крвопролиће, договорено је да се исход рата одлучи двобојем између Гвидиона и Придерија. Два борца се срећу на месту званом И Велен Рид у Ардидуију, и „захваљујући снази, храбрости, магији и чинима”, Гвидион побеђује, а Придери бива убијен. Људи Диведа повлаче се у своју земљу, оплакујући смрт свог господара.

### Рођење Леиа
Када Мат сазна за напад на Гоевин, претвара своје сестриће у различите парове животиња: Гвидион постаје јелен на годину дана, затим свиња и на крају вук. Гилваитви постаје срна, вепар и вучица. Сваке године добијају по једног младунца, који бива послат Мату. Након три године, Мат ослобађа своје сестриће од казне и почиње да трага за новом девицом-слушкињом. Гвидион предлаже своју сестру Арианрод, коју Мат магијом тестира да би утврдио њено девичанство. Током теста, она рађа „снажног дечака са густом жутом косом”, коме Мат даје име Дилан, а који прима природу мора до своје смрти од руку свог ујака Гованона.
Постиђена, Арианрод трчи ка вратима, али на путу до тамо нешто мало пада из ње, што Гвидион узима и ставља у кутију на дну свог кревета. Неко време касније, он чује вриштање из кутије и отвара је; унутра проналази бебу.

### Заклињања Арианрод
Неколико година касније, Гвидион прати дечака до Каер Арианрода и представља га његовој мајци. Разјарена Арианрод, посрамљена овим подсећањем на своје изгубљено девичанство, заклиње се да само она може да му да име. Гвидион, међутим, вара своју сестру тако што се, заједно са дечаком, прерушава у обућара и приморава Арианрод да дође лично код њих како би јој направио ципеле. Дечак баца камен и погађа царића „између пете и тетиве на нози”, због чега Арианрод примећује: „Плавокоси гађа вештом руком”. Тада се Гвидион открива, говорећи: „Леи Лау Гифес; вешта рука, тако ће се од сада он звати”. Разјарена овим преваром, Арианрод се поново заклиње над Леиом, да неће добити оружје ни од кога осим од ње саме. Гвидион поново вара своју сестру, и она несвесно наоружава Леиа, што доводи до тога да се она трећи пут закуне над њим: да никада неће стећи жену.
Да би се супротставили заклетви Арианрод, Мат и Гвидион:
... су узели цветове храста, цветове жутиловке и цветове ливадске медунике и од њих призвали најлепшу и најдивнију жену коју је ико икада видео. Била је крштена на начин који је тада практикован и дато јој је име Блодејвед.

### Леи и Блодејвед
Док је Леи био одсутан, Блодејвед има аферу са Гронуом Пебром, господаром Пенлина, и њих двоје се договоре да убију Леиа. Блодејвед наводи Леиа да открије како може да буде убијен, јер он не може бити убијен ни током дана ни ноћу, ни унутра ни споља, ни у јахању ни ходању, ни одевен ни го, ни било којим оружјем које је законски направљено. Он јој открива да може бити убијен само у сумрак, умотан у мрежу са једном ногом на котлу и другом на кози, и са копљем које је ковано годину дана током сати када сви присуствују миси. С овим информацијама она организује његову смрт.
Погођен копљем које је бацио Грону, Леи се претвара у орла и одлеће. Гвидион га прати и налази га како се угнездио на једном високом храсту. Певајући енглин, он га примамљује да сиђе са храста и враћа га у људски облик. Гвидион и Мат негују Леиа док не оздрави, а затим окупљају војску Гвинеда и враћају његову земљу од Гронуа и Блодејвед.
Гвидион стиже да ухвати Блодејвед која бежи и претвара је у сову, створење које сви други птице мрзе, говорећи:
Због срамоте коју си нанела Леи Лау Гифесу, више се никада нећеш усудити да покажеш своје лице на светлости дана, а то ће бити због непријатељства између тебе и свих осталих птица. Биће у њиховој природи да те прогоне и презиру, где год те нађу. Ти нећеш ни изгубити своје име, оно ће увек бити Блодејвед.
Прича додаје:
Блодејвед значи сова на данашњем језику. И због тога постоји непријатељство између птица и сова, а сова је још увек позната као Блодејвед.
У међувремену, Грону бежи у Пенлин и шаље изасланике код Леиа да га замоле за опроштај. Леи одбија, захтевајући да Грону стане на обалу реке Кинвејл и прими ударац његовог копља. Грону очајнички пита да ли ће неко из његове ратне чете узети копље уместо њега, али његови људи одбијају његову молбу. На крају, Грону пристаје да прими ударац под условом да може да стави велики камен између себе и Леиа, што овај дозвољава пре него што баци копље са таквом снагом да оно пробија камен и убија његовог ривала. Камен са рупом у Ардидуију и данас је познат као Llech Ronw (Гронуов камен).
Прича се завршава Леивим доласком на престо Гвинеда.